# Giro di Lombardia 1998
La Giro di Lombardia 1998, novantaduesima edizione della corsa e valida come evento di chiusura della Coppa del mondo di ciclismo su strada 1998, fu disputata il 17 ottobre 1998, per un percorso totale di 253 km. Fu vinta dallo svizzero Oscar Camenzind, al traguardo con il tempo di 5h59'01" alla media di 42,282 km/h.
Partenza a Varese con 195 ciclisti di cui 42 portarono a termine il percorso.

## Squadre partecipanti
| N. | Cod. | Squadra                        |
| -- | ---- | ------------------------------ |
|    | AMO  | Amore & Vita-Forzarcore        |
|    | ASI  | Asics-CGA                      |
|    | BAL  | Ballan                         |
|    | BRE  | Brescialat-Liquigas            |
|    | C.A  | Credit Agricol                 |
|    | COF  | Cofidis                        |
|    | CSO  | Casino-Ag2r                    |
|    | CTA  | Cantina Tollo-Alexia Alluminio |
|    | FDJ  | Française des Jeux             |
|    | FES  | Festina-Lotus                  |
|    | GAN  | Gan                            |
|    | LOT  | Lotto-Mobistar                 |

| N. | Cod. | Squadra               |
| -- | ---- | --------------------- |
|    | MAP  | Mapei-Bricobi         |
|    | MER  | Mercatone Uno-Bianchi |
|    | MOB  | Mobilvetta-Northwave  |
|    | PLT  | Team Polti            |
|    | POS  | Post Swiss Team       |
|    | RAB  | Rabobank              |
|    | ROS  | Ros Mary-Amica Chips  |
|    | SCR  | Scrigno-Gaerne        |
|    | TEL  | Team Deutsche Telekom |
|    | TVM  | TVM-Farm Frites       |
|    | VIT  | Vitalicio Seguros     |

## Ordine d'arrivo (Top 10)
| Pos. | Corridore        | Squadra        | Tempo    |
| ---- | ---------------- | -------------- | -------- |
| 1    | Oscar Camenzind  | Mapei-Bricobi  | 5h59'01" |
| 2    | Michael Boogerd  | Rabobank       | a 6"     |
| 3    | Felice Puttini   | Ros Mary       | a 1'21"  |
| 4    | Michele Bartoli  | Asics-CGA      | s.t.     |
| 5    | Pascal Richard   | Casino-Ag2r    | s.t.     |
| 6    | Gilberto Simoni  | Cantina Tollo  | a 1'57"  |
| 7    | Marco Serpellini | Brescialat     | a 3'50"  |
| 8    | Markus Zberg     | Post Swiss     | s.t.     |
| 9    | Andrej Zinčenko  | Vitalicio Seg. | s.t.     |
| 10   | Andrea Tafi      | Mapei-Bricobi  | s.t.     |